# فرودگاه توون ناتودن
 فرودگاه توون ناتودن (به انگلیسی: Notodden Airport, Tuven) یک فرودگاه همگانی مسافربری با کد یاتا NTB است که یک باند فرود آسفالت دارد و طول باند آن ۱۳۹۳ متر است. این فرودگاه در کشور نروژ قرار دارد و در ارتفاع ۱۹ متری از سطح دریا واقع شده است.

## شرکت‌های هواپیمایی و مقصدهای پروازی
| شرکت‌های هواپیمایی  | مقصدهای پروازی                         |
| ------------------ | -------------------------------------- |
| برگن ایر ترانسپورت | فلسلند برگن                            |
| Airwing            | سولا استاوانگر، فلورو (both suspended) |